# 나주반장
나주반장(羅州盤匠)은 대한민국 전라남도 나주 지방에서 만드는 소반(小盤)으로 그 소반을 만드는 사람 또는 그 기술을 가리킨다. 1986년 11월 13일 전라남도의 무형문화재 제14호로 지정되었다.

## 개요
나주반장은 나주지방에서 만드는 소반(小盤)으로 그 소반을 만드는 사람 또는 그 기술을 가리킨다. 소반은 음식을 올려놓는 작은 상으로, 한국의 식생활에서 제사에 이르기까지 여러 용도로 쓰이는 부엌가구이다. 특징으로는 직사각형·다각형으로 모서리가 원형으로 부드럽게 꺾여 있다. 또한 밑면에 구름모양의 테가 투각되거나 조각되어 있다.
조선시대에는 유교의 영향으로 겸상보다는 독상이 주로 사용되었고, 제례·혼례 등 크고 작은 행사로 인하여 여러 종류의 상이 필요하게 되었다. 따라서 자연히 소반제작이 발달하였으나, 한국전쟁 이후 합판소반의 생산과 테이블 식탁이 성행하면서 쇠퇴하게 되었다.
제작과정을 살펴보면, 먼저 그릇을 올려놓는 천판(天板)을 대패로 문지른다. 천판을 자귀로 다듬고 상다리를 조각하여 붙인다. 천판 가장자리에 테두리를 붙인다. 사포질을 하고 칠을 하면 작품이 완성된다.
소반의 종류는 산지·형태·용도에 따라 60여 종으로 분류된다. 크게 해주반·나주반·통영반 등으로 구분되는데 해주반은 조각, 나주반은 중대, 통영반은 운각위주의 소반이다. 또 다리모양에 따라 경상도는 죽절형(대나무 마디모양), 전라도는 호족형(호랑이 발모양), 강원도·경기도는 구족형(개발모양)이 주로 나타난다. 재료는 면·판은 은행나무, 다리는 버드나무나 소나무를 쓴다.
나주반장은 전통공예기술로서 보호하고 전승하기 위해 무형문화재로 지정하였다. 전남 나주에 살고 있는 기능보유자 김춘식씨가 그 맥을 이어가고 있다.

## 참고 자료
- 나주반장 - 국가유산청 국가유산포털